# Астрильд чорнощокий
Астри́льд чорнощокий (Brunhilda erythronotos) — вид горобцеподібних птахів родини астрильдових (Estrildidae). Мешкає в Східній і Південній Африці.

## Опис

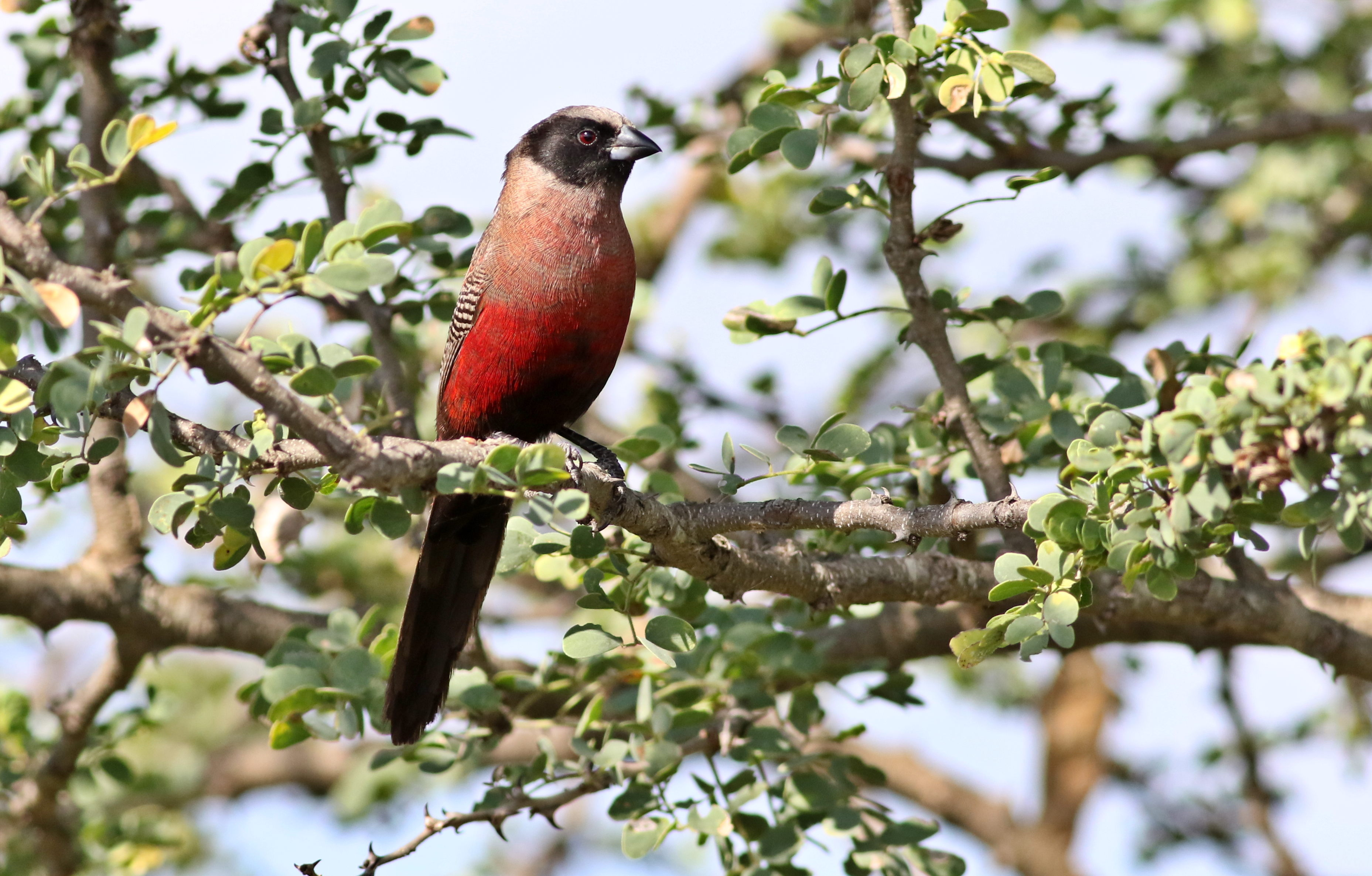
Чорнощокий астрильд

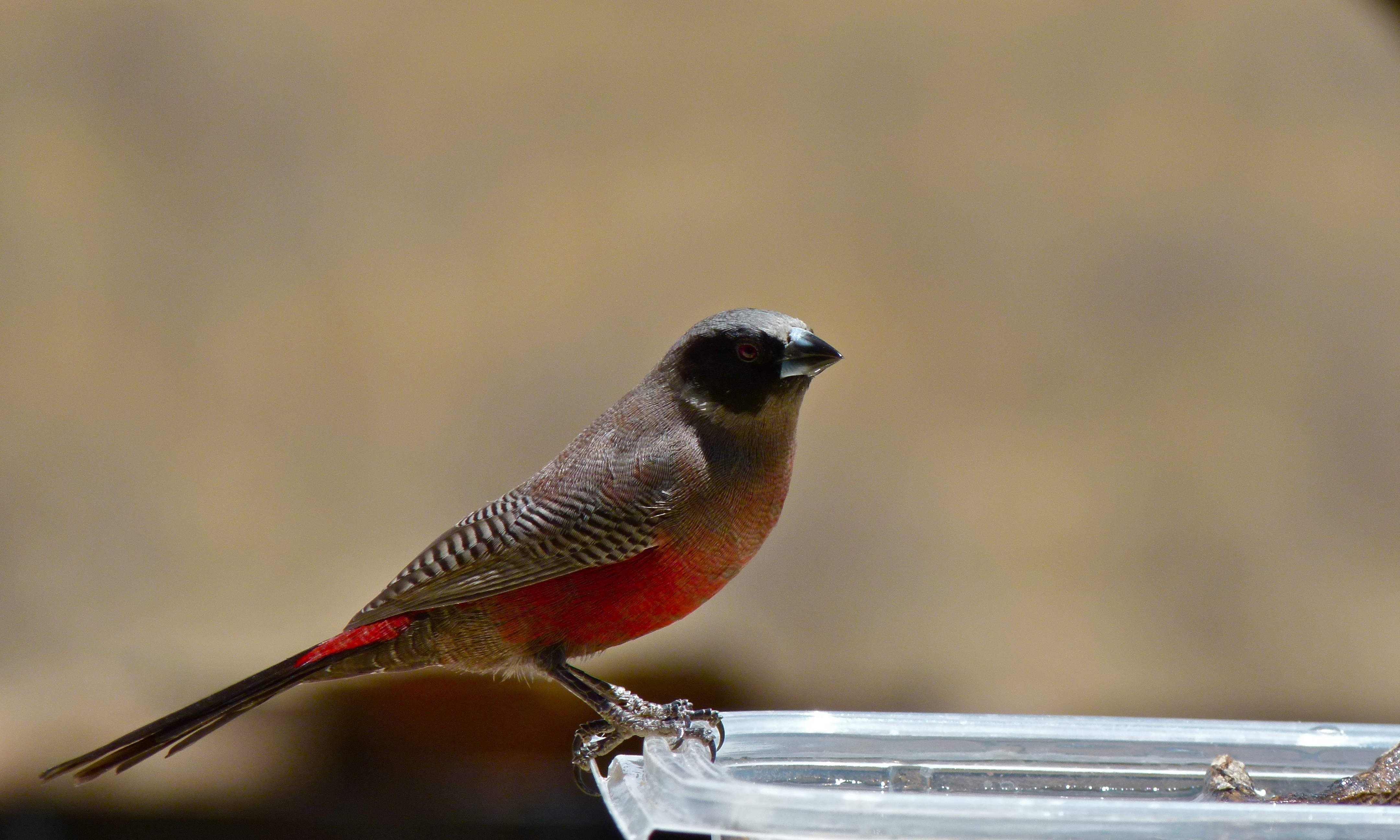
Чорнощокий астрильд

Довжина птаха становить 12-13 см. Довжина крила становить 54,6 мм, хвоста 58 мм, дзьоба 8,89 мм, цівки 14 мм. У самців верхня частина голови, горло, груди і спина сірі або коричнювато-сірі, поцятковані тонкими чорними смужками. Покривні пера крил білі, поцятковані чорними смужками. Живіт, боки і надхвістя малиново-червоні, гузка і довгий хвіст чорні. На голові чорна "маска". Очі червонувато-карі, дзьоб біля основи сизувато-сірий, на кінці чорний, лапи сірі. Самиці мають більш тьмяне забарвлення,  боки у них менш червоні. У молодих птахів темні смужки в оперенні присутні лише на крилах, надхвістя у них тьмяно-червоне.

## Підвиди
Виділяють два підвиди:
- B. e. delamerei (Sharpe, 1900) — південний захід Уганди, крайня північ Руанди, захід Кенії, Танзанія;
- B. e. erythronotos (Vieillot, 1817) — від Анголи і Намібії до Зімбабве і півночі ПАР.

Рудогузий астрильд раніше вважався підвидом чорнощокого астрильда, однак був визнаний окремим видом.

## Поширення і екологія
Чорнощокі астрильди мешкають в Уганді, Руанді, Кенії, Танзанії, Анголі, Замбії, Зімбабве, Намібії, Ботсвані і Південно-Африканській Республіці. Вони живуть в сухих саванах, порослих деревами і чагарниками, часто поблизу водойм. Зустрічаються парами або невеликими зграйками до 15 птахів.  Живляться переважно дрібним насінням трав, а також пагонами, квітками акації, плодами, іноді також дрібними комахами.
Сезон розмноження у чорнощоких астрильдів припадає на завершення сезону дощів і триває переважно з листопада по квітень. Гніздо має грушеподібну форму з довгим, направленим донизу трубкоподібним входом, робиться парою птахів з переплетених стебел трави і рослинних волокон, розміщується високо в чагарниках або на дереві, зазвичай на зонтичній акації. Іноді на вершині справжнього гнізда розміщується фальшиве, в якому вночі часто відпочиває самець. В кладці від 4 до 6 білуватих яєць. Інкубаційний період триває 14 днів, насиджують і самиці, і самці. Пташенята покидають гніздо через 20 днів після вилуплення, однак батьки продовжують піклуватися про них ще деякий час. Тривалість життя чорнощоких астрильдів в неволі становить 11 років, однак в дикій природні вони рідко живуть більше 4 років.